# 소옥요
소옥요(蕭玉姚/蕭玉瑤, ? ~ ?)는 중국 남북조 시대 양나라의 황족이다. 양나라 건국 후 영흥공주(永興公主)로 봉해졌다. 양 무제와 덕황후 치휘 사이에서 태어난 맏딸이다. 남편은 은예(殷睿)의 아들 은균(殷均)이다.

## 생애
태어나면서부터 성품이 음란했다고 한다. 어려서 은예의 아들 은균과 결혼했으나, 은균의 얼굴을 보기를 결코 좋아하지 않았다.
502년에 무제가 양나라를 건국하자 영흥공주로 봉해졌다.
《양서》에 따르면 숙부인 소굉과 사통하였고, 그 모습이 남편과 아내와 같았다. 이것이 무제에게 발각되었는데, 소옥요는 매우 두려워하여 소굉과 함께 반란을 일으켜 무제를 죽이려고 하였다. 그러나 이마저도 누설되었지만, 무제는 다만 그들을 엄히 꾸짖기만 하고 모두 죽을 죄를 사면해 주었다.